# 岗亭

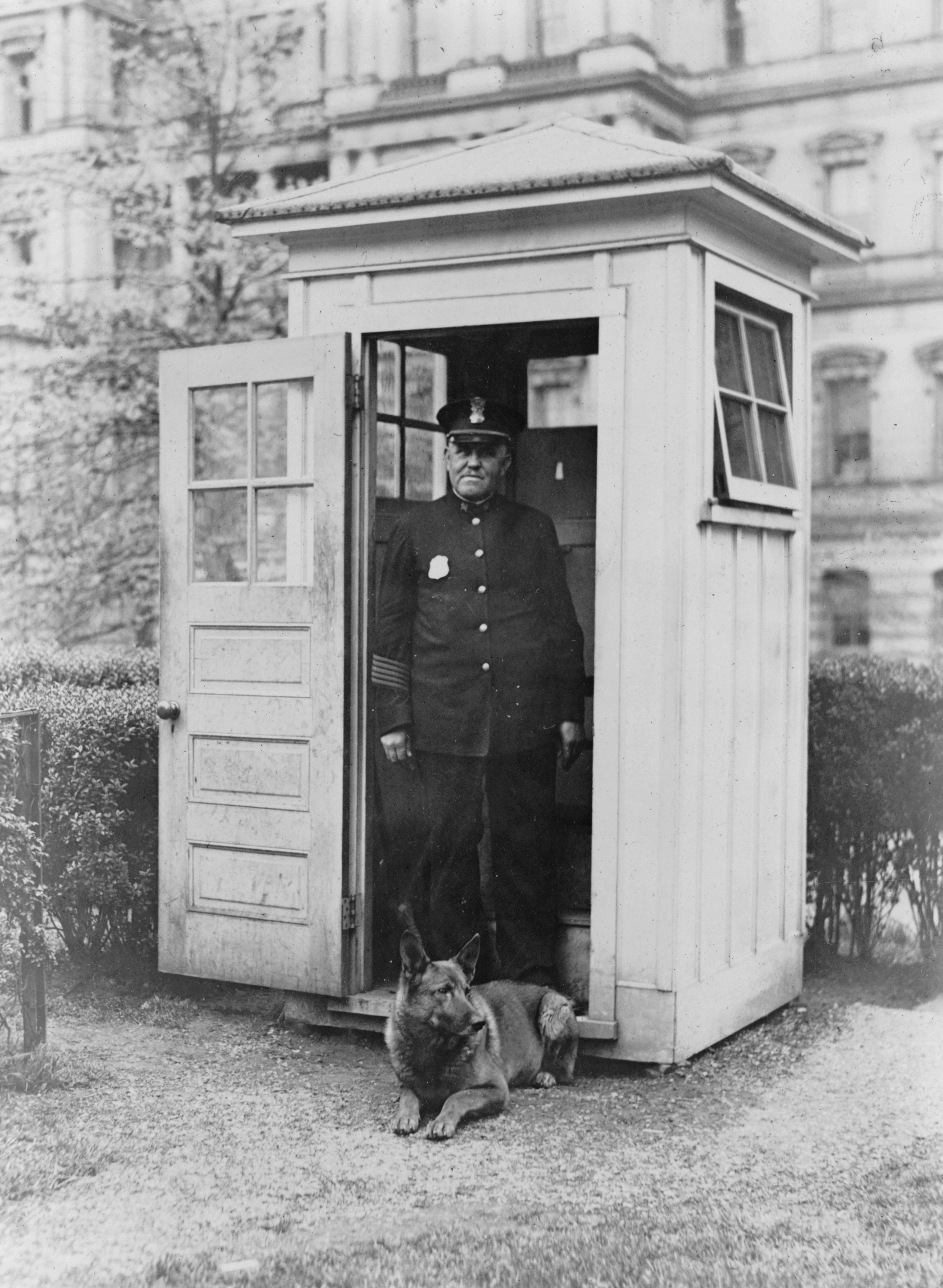
1929年华盛顿哥伦比亚特区的一个岗亭

岗亭是一種帶有一個小門（有時可能沒有）的獨立小建築，當出現惡劣天氣時，哨兵以及值班人员可以在崗亭中躲避風雨。有些岗亭外墻上會刷上国旗的颜色圖案。 